# Asedio de Santo Domingo (1655)
El asedio de Santo Domingo de 1655 tuvo lugar entre el 23 y el 30 de abril de 1655 en la Capitanía General de Santo Domingo. Una fuerza de 400-600 soldados españoles encabezados por el gobernador Bernardino de Meneses y Bracamonte, conde de Peñalva, resistió con éxito a una fuerza de 4000 soldados y 34 buques de la Armada de la Mancomunidad de Inglaterra dirigida por el almirante Sir William Penn.
La armada inglesa arribó a unos cincuenta kilómetros de su objetivo, la Ciudad de Santo Domingo. Después de una marcha de cuatro días a través de los densos terrenos con poca agua, la columna fue derrotada en una emboscada tendida por unos pocos cientos de vaqueros. La flota inglesa trató inútilmente de bombardear la ciudad hasta la sumisión, y el ejército volvió a embarcar de nuevo a sus supervivientes.
Las primeras medidas que tomó el nuevo gobernador fueron: primero llamar a Montemayor a su lado, para recibir sus consejos, y luego pedir refuerzos al interior del país; Santiago, La Vega, Azua, Monte Plata etcétera. Parte de los cuales llegaron en medio de la asedio de las fuerzas inglesas. Asimismo estableció una avanzada en el fuerte San Jerónimo, situado por el lado suroeste, a unos tres kilómetros de la ciudad. Esta avanzada estuvo dirigida por el valeroso Álvaro Garabito, en ese lugar se apostó Montemayor, para dirigir personalmente las acciones de defensa. 
A Haina fue despachado el filibustero irlandés Juan de Morfa, quien un año antes, huyendo de la isla Tortuga se presentó en Santo Domingo, donde dada su experiencia fue ingresado a las milicias. 
Las tropas inglesas desembarcaron por Haina se colocaron a la vista de la muralla de Santo Domingo, el 27 de abril, y por la tarde, se iniciaron las primeras acciones de guerra  con grandes pérdidas para los invasores, que fueron atacados con los cañones de la defensa. Ello obligó al repliegue, acción que aprovechó Álvaro Garabito, situado en el fuerte San Jerónimo, para profundizar los daños, mientras cerca de Haina, el filibustero irlandés Juan de Morfa y más de cien lanceros, en su mayoría mulatos y negros, y Damian del Castillo, especialista en la persecución de negros y cimarrones, también acompañado de cerca de otro centenar de lanceros, emboscaron en varios puntos a las tropas inglesas con idénticos resultados. 
En estas primeras acciones que duraron varios días, los invasores perdieron varios centenares de hombres, pero no desistieron por ello de la taque, y por tanto la lucha continuó por cerca de tres semanas, hasta que diezmadas y cansadas las fuerzas inglesas que para ese momento habían registrado cerca de 1,500 hombres muertos y centenares de heridos, decidió Venables reembarcar el resto de su ejército y dar por terminado su intento de apoderarse de Santo Domingo, dirigiéndose entonces a Jamaica, isla que ocupó el nombre de Inglaterra. 
Debido a la valentía de Bernardino de Meneses y Bracamonte, el lugar de la victoria fue nombrado en su honor, La Puerta del Conde.

## En la literatura
El ataque inglés a la ciudad de Santo Domingo es el centro de la novela histórica Mar abierto (2016), de María Gudín.